# Khndzorut, Vayots Dzor
Khndzorut là một đô thị thuộc tỉnh Vayots Dzor, Armenia. Dân số ước tính năm 2011 là 541 người.